# Rast (Szerbia)
Rast (szerbül: Раст), település Szerbiában, a Raškai körzet Novi Pazar községében.

## Népesség
- 1948-ban 105 lakosa volt.
- 1953-ban 104 lakosa volt.
- 1961-ben 104 lakosa volt.
- 1971-ben 113 lakosa volt.
- 1981-ben 83 lakosa volt.
- 1991-ben 67 lakosa volt.
- 2002-ben 51 lakosa volt, akik mindannyian szerbek.